# Туклузка
Туклу́зка (также Бугасская, Капсель-Бугас; укр. Туклузка, крымскотат. Toqluq, Токълукъ) — маловодная балка (река) на юго-восточном берегу Крыма, на территории городского округа Судак. Длина водотока 10,0 километров, площадь водосборного бассейна — 28,3 км².
Балка начинается между горами Тарчи и Кая-Баш на хребте Токлук-Сырт Главной гряды Крымских гор извилистым оврагом Армутлук-Дере, протекает через село Богатовка, после которого называется Туклузка, или овраг Токлук-Дере. Ниже к морю носит название балка Бугасская или долина Капсель-Бугас. Русло балки промыто в верхнеплиоценовых-нижнеплейстоценовых террасах, в разных местах завалено глыбами (фангломератами), в которых встречаются находки галек и валунов экзотических для Крыма пород — гематит-мартитовых джеспилитов и яшмоидов. Согласно справочнику «Поверхностные водные объекты Крыма» у балки 13 безымянных притоков, длиной менее 5 километров и один значительный, на современных картах подписанный, как Текиль-Таш. На тех же подробных туристических картах, наполняемых по работам Игоря Белянского, приводятся названия некоторых малых притоков-оврагов: правый — Аю-Дере и левые — Тачки-Каран-Дереси, Йылгын-Кез и Гуншелик-Дере. Впадает в Чёрное море у мыса Бугас (другое название Капсель) полуострова Меганом, водоохранная зона ручья установлена в 100 м. 